# Ballonsonde (Messinstrument)
Als Ballonsonden werden Messinstrumente der Meteorologie und Aerologie bezeichnet, die von einem tragkräftigen Ballon in größere Höhen gebracht werden. Sie werden für mehrere Anwendungsbereiche gebaut:
- als Wetterballon zur Messung von Lufttemperatur, Feuchtigkeit, Höhenwinden usw.; mit Telemetrie ausgestattete Instrumente werden Radiosonden genannt
- für die Luftbild-Photogrammetrie (Flughöhen bis zu einigen Kilometern)
  - für die Archäologie auch als Fesselballon
- als Hochziel für die geodätische Stellartriangulation (erstmals um 1955)
- für die Erforschung der kosmischen Strahlung
- und für verschiedene Sonderzwecke.

Die Ballone haben – je nach Nutzlast und geplanter Flughöhe – Durchmesser zwischen 1 Meter und mehreren Metern. Infolge des nach oben abnehmenden Luftdrucks dehnt sich der Ballon in größerer Höhe immer mehr aus, bis er schließlich zerplatzt. Geräte mit wertvolleren Instrumenten lässt man mit kleinen Fallschirmen zu Boden schweben; sie tragen eine Adresse, an die zurückzusenden der Finder gebeten wird.
Die Vermessung der Flugbahn kann durch Analyse von Funksignalen oder optisch/fotografisch erfolgen. Für die visuelle Verfolgung wurden in den 1950er Jahren motorisierte Theodolite und spezielle Kinetheodolite entwickelt, während es sogenannte Ballistische Kameras bereits seit den ersten Raketentests in den 1940ern gibt. Die bekannteste dieser Kameratypen ist die BC-4 von Wild-Heerbrugg.
Unbemannte Ballonsonden mit selbstregistrierenden Messinstrumenten gibt es seit etwa 1890, in Form der Radiosonde aber erst seit 1929.
Besonders große oder aufwendige Ballonsonden werden oft als Forschungsballon bezeichnet.